# Museo archeologico di Granada
Il Museo archeologico di Granada (MAEGR) è ospitato nella Casa de Castril, del XVI secolo, nella città di Granada in Spagna.

## Storia
Tra il 1842 e il 1879, esistette un Gabinetto di antichità di proprietà del pittore di Granada Manuel Gómez-Moreno González, che tra altre cose, decise di raccogliere i pezzi archeologici ritrovati nel siti di Medina Elvira, Atarfe. Il museo come tale venne fondato nel 1879, tra i primi musei archeologici assieme a quelli di Madrid e Valladolid, anche se agli inizi aveva una collezione di belle arti. Il suo primo direttore fu Francisco Góngora del Carpio (1879-1919), figlio dell'archeologo Francisco di Góngora e Martínez.
Nel 1917 venne acquistata la Casa de Castril dagli eredi dell'arabista Leopoldo Eguílaz e Yanguas, come sede definitiva del museo, visto che era uno dei migliori palazzi rinascimentali di Granada la cui data di costruzione risaliva al 1539 ad opera dell'architetto Sebastián de Alcántara, discepolo di Diego de Siloé. Nel 1946 la collezione di Belle Arti venne trasferita nel Palazzo di Carlo V come museo indipendente.
Nel maggio del 2010 il museo è stato chiuso per l'esistenza di crepe nell'edificio. Venne riaperto il 18 maggio 2018, Giornata Internazionale dei Musei, dopo otto anni di lavori.

## Collezione
La sua collezione, strutturata su due livelli, intorno a un bel patio rinascimentale, comprende reperti archeologici del Paleolítico e Neolitico trovati nella provincia di Granada, nonché pezzi íberici, fenici, romani e arabi di notevole valore.